# Clasificación de Concacaf para la Copa Mundial de Fútbol de 2014 - Segunda ronda
Resultados de Concacaf de la segunda ronda de la Clasificación de Concacaf para la Copa Mundial de Fútbol de 2014.

## Formato
Participaron los equipos ubicados en los lugares 7 y 25 de la clasificación de FIFA más los cinco equipos clasificados de la primera ronda. Los equipos fueron divididos en seis grupos de cuatro equipos, los cuales se sortearon en Río de Janeiro, Brasil, el 30 de julio de 2011.
Los partidos se jugaron entre el 2 de septiembre y el 15 de noviembre de 2011. El ganador de cada grupo avanzó a la tercera ronda.

## Resultados

### Grupo A
| Pos. | Equipo               | Pts. | PJ | G | E | P | GF | GC | Dif. | Clasificación |     | SLV | DOM | SUR | CAY |
| ---- | -------------------- | ---- | -- | - | - | - | -- | -- | ---- | ------------- | --- | --- | --- | --- | --- |
| 1    | El Salvador          | 18   | 6  | 6 | 0 | 0 | 20 | 5  | +15  | Tercera Ronda |     | —   | 3–2 | 4–0 | 4–0 |
| 2    | República Dominicana | 8    | 6  | 2 | 2 | 2 | 12 | 8  | +4   |               |     | 1–2 | —   | 1–1 | 4–0 |
| 3    | Surinam              | 7    | 6  | 2 | 1 | 3 | 5  | 11 | −6   |               | 1–3 | 1–3 | —   | 1–0 |     |
| 4    | Islas Caimán         | 1    | 6  | 0 | 1 | 5 | 2  | 15 | −13  |               | 1–4 | 1–1 | 0–1 | —   |     |

 Fuente: 
| 2 de septiembre de 2011 | Surinam          | 1–0     | Islas Caimán | André Kamperveen Stadion, Paramaribo                    |                                                         |
|                         | Mando 11' (pen.) | Reporte |              | Asistencia: 1000 espectadores Árbitro(s): Adrian Skeete | Asistencia: 1000 espectadores Árbitro(s): Adrian Skeete |

| 2 de septiembre de 2011 | El Salvador | 3–2     | República Dominicana   | Estadio Cuscatlán, San Salvador                                 |                                                                 |
|                         |             | Reporte | Cruz 66' · Peralta 89' | Asistencia: 25 272 espectadores Árbitro(s): José Luis Rodríguez | Asistencia: 25 272 espectadores Árbitro(s): José Luis Rodríguez |

| 6 de septiembre de 2011 | República Dominicana | 1–1     | Surinam          | Estadio Panamericano, San Cristóbal                              |                                                                  |
|                         | Ozuna 68'            | Reporte | Mando 25' (pen.) | Asistencia: 2300 espectadores Árbitro(s): Raúl Castro (Honduras) | Asistencia: 2300 espectadores Árbitro(s): Raúl Castro (Honduras) |

| 6 de septiembre de 2011 | Islas Caimán         | 1–4     | El Salvador                                 | Truman Bodden Stadium, George Town                    |                                                       |
|                         | M. Ebanks 73' (pen.) | Reporte | Bautista 49' · Anaya 62' 80' · García 90+3' | Asistencia: 2200 espectadores Árbitro(s): Elmar Rodas | Asistencia: 2200 espectadores Árbitro(s): Elmar Rodas |

| 7 de octubre de 2011 | República Dominicana | 1–2     | El Salvador                    | Estadio Panamericano, San Cristóbal                      |                                                          |
|                      | Ozuna 54'            | Reporte | Romero 37' (pen.) · Blanco 67' | Asistencia: 2323 espectadores Árbitro(s): Ricardo Cerdas | Asistencia: 2323 espectadores Árbitro(s): Ricardo Cerdas |

| 7 de octubre de 2011 | Islas Caimán | 0–1     | Surinam     | Truman Bodden Stadium, George Town                        |                                                           |
|                      |              | Reporte | Drenthe 57' | Asistencia: 2100 espectadores Árbitro(s): Edvin Jurisevic | Asistencia: 2100 espectadores Árbitro(s): Edvin Jurisevic |

| 11 de octubre de 2011 | Surinam    | 1–3     | República Dominicana    | André Kamperveen Stadion, Paramaribo                |                                                     |
|                       | Kwasie 81' | Reporte | Faña 9' · Ozuna 47' 76' | Asistencia: 1200 espectadores Árbitro(s): Paul Ward | Asistencia: 1200 espectadores Árbitro(s): Paul Ward |

| 11 de octubre de 2011 | El Salvador                                            | 4–0     | Islas Caimán | Estadio Cuscatlán, San Salvador                       |                                                       |
|                       | Turcios 6' · Purdy 13' · J. Alas 45' · Sosa 88' (pen.) | Reporte |              | Asistencia: 17 570 espectadores Árbitro(s): Hugo Cruz | Asistencia: 17 570 espectadores Árbitro(s): Hugo Cruz |

| 11 de noviembre de 2011 | República Dominicana                                  | 4–0     | Islas Caimán | Estadio Panamericano, San Cristóbal                     |                                                         |
|                         | Navarro 17' · Ozuna 38' · Rodríguez 64' · Morillo 79' | Reporte |              | Asistencia: 1000 espectadores Árbitro(s): José Guerrero | Asistencia: 1000 espectadores Árbitro(s): José Guerrero |

| 11 de noviembre de 2011 | Surinam       | 1–3     | El Salvador                  | André Kamperveen Stadion, Paramaribo                 |                                                      |
|                         | Esperance 81' | Reporte | Blanco 21' 58' · Sánchez 78' | Asistencia: 500 espectadores Árbitro(s): Marcos Brea | Asistencia: 500 espectadores Árbitro(s): Marcos Brea |

| 14 de noviembre de 2011 | Islas Caimán  | 1–1     | República Dominicana | Truman Bodden Stadium, George Town                      |                                                         |
|                         | M. Ebanks 72' | Reporte | García 41'           | Asistencia: 1750 espectadores Árbitro(s): James Matthew | Asistencia: 1750 espectadores Árbitro(s): James Matthew |

| 15 de noviembre de 2011 | El Salvador                     | 4–0     | Surinam | Estadio Cuscatlán, San Salvador                         |                                                         |
|                         | Romero 33' 62' · Burgos 76' 83' | Reporte |         | Asistencia: 9659 espectadores Árbitro(s): Javier Santos | Asistencia: 9659 espectadores Árbitro(s): Javier Santos |

### Grupo B
| Pos. | Equipo            | Pts. | PJ | G | E | P | GF | GC | Dif. | Clasificación |     | GUY | TRI | BER | BRB |
| ---- | ----------------- | ---- | -- | - | - | - | -- | -- | ---- | ------------- | --- | --- | --- | --- | --- |
| 1    | Guyana            | 13   | 6  | 4 | 1 | 1 | 9  | 6  | +3   | Tercera Ronda |     | —   | 2–1 | 2–1 | 2–0 |
| 2    | Trinidad y Tobago | 12   | 6  | 4 | 0 | 2 | 12 | 4  | +8   |               |     | 3–0 | —   | 1–0 | 4–0 |
| 3    | Bermudas          | 10   | 6  | 3 | 1 | 2 | 8  | 7  | +1   |               | 1–1 | 2–1 | —   | 2–1 |     |
| 4    | Barbados          | 0    | 6  | 0 | 0 | 6 | 2  | 14 | −12  |               | 0–2 | 0–2 | 1–2 | —   |     |

 Fuente: 
| 2 de septiembre de 2011 | Trinidad y Tobago | 1–0     | Bermudas | Hasely Crawford Stadium, Port of Spain                 |                                                        |
|                         | Jones 45'         | Reporte |          | Asistencia: 6000 espectadores Árbitro(s): Jafeth Perea | Asistencia: 6000 espectadores Árbitro(s): Jafeth Perea |

| 2 de septiembre de 2011 | Guyana                    | 2–0     | Barbados | Providence Stadium, Providence                                |                                                               |
|                         | Beveney 26' · Pollard 73' | Reporte |          | Asistencia: 4500 espectadores Árbitro(s): Canaan St Catherine | Asistencia: 4500 espectadores Árbitro(s): Canaan St Catherine |

| 6 de septiembre de 2011 | Barbados | 0–2     | Trinidad y Tobago        | Barbados National Stadium, Bridgetown                  |                                                        |
|                         |          | Reporte | Daniel 17' · Roberts 67' | Asistencia: 775 espectadores Árbitro(s): Elmer Bonilla | Asistencia: 775 espectadores Árbitro(s): Elmer Bonilla |

| 6 de septiembre de 2011 | Guyana        | 2–1     | Bermudas  | Providence Stadium, Providence                        |                                                       |
|                         | Mills 50' 60' | Reporte | Smith 90' | Asistencia: 3500 espectadores Árbitro(s): Mark Geiger | Asistencia: 3500 espectadores Árbitro(s): Mark Geiger |

| 7 de octubre de 2011 | Barbados | 0–2     | Guyana                 | Barbados National Stadium, Bridgetown                   |                                                         |
|                      |          | Reporte | Abrams 73' · Nurse 87' | Asistencia: 2500 espectadores Árbitro(s): Alain Georges | Asistencia: 2500 espectadores Árbitro(s): Alain Georges |

| 7 de octubre de 2011 | Bermudas                | 2–1     | Trinidad y Tobago | Bermuda National Stadium, Hamilton                               |                                                                  |
|                      | Russell 52' · Wells 63' | Reporte | Molino 82'        | Asistencia: 2243 espectadores Árbitro(s): Jeffrey Solís Calderón | Asistencia: 2243 espectadores Árbitro(s): Jeffrey Solís Calderón |

| 11 de octubre de 2011 | Trinidad y Tobago               | 4–0     | Barbados | Hasely Crawford Stadium, Port of Spain                  |                                                         |
|                       | Peltier 6' 55' 63' · Hector 90' | Reporte |          | Asistencia: 3000 espectadores Árbitro(s): Raymond Bogle | Asistencia: 3000 espectadores Árbitro(s): Raymond Bogle |

| 11 de octubre de 2011 | Bermudas  | 1–1     | Guyana     | Bermuda National Stadium, Hamilton                       |                                                          |
|                       | Nusum 71' | Reporte | Shakes 81' | Asistencia: 2573 espectadores Árbitro(s): Rudolph Angela | Asistencia: 2573 espectadores Árbitro(s): Rudolph Angela |

| 11 de noviembre de 2011 | Bermudas                      | 2–1     | Barbados   | Bermuda National Stadium, Hamilton                     |                                                        |
|                         | Smith 28' (pen.) · Steede 49' | Reporte | Adamson 7' | Asistencia: 1000 espectadores Árbitro(s): Otto Barrios | Asistencia: 1000 espectadores Árbitro(s): Otto Barrios |

| 11 de noviembre de 2011 | Guyana                   | 2–1     | Trinidad y Tobago | Providence Stadium, Providence                                |                                                               |
|                         | Shakes 10' · L. Cort 81' | Reporte | Jones 90+3'       | Asistencia: 18 000 espectadores Árbitro(s): Enrico Wijngaarde | Asistencia: 18 000 espectadores Árbitro(s): Enrico Wijngaarde |

| 14 de noviembre de 2011 | Barbados        | 1–2     | Bermudas                     | Bermuda National Stadium, Hamilton                       |                                                          |
|                         | Grosvenor 90+2' | Reporte | Wells 46' · Smith 72' (pen.) | Asistencia: 1000 espectadores Árbitro(s): Roberto Moreno | Asistencia: 1000 espectadores Árbitro(s): Roberto Moreno |

| 15 de noviembre de 2011 | Trinidad y Tobago       | 3–0 Acreditado | Guyana | Hasely Crawford Stadium, Port of Spain                 |                                                        |
|                         | Jones 59' · Peltier 69' | Reporte        |        | Asistencia: 2000 espectadores Árbitro(s): Marlon Mejía | Asistencia: 2000 espectadores Árbitro(s): Marlon Mejía |

### Grupo C
| Pos. | Equipo    | Pts. | PJ | G | E | P | GF | GC | Dif. | Clasificación |     | PAN | NCA | DMA |
| ---- | --------- | ---- | -- | - | - | - | -- | -- | ---- | ------------- | --- | --- | --- | --- |
| 1    | Panamá    | 12   | 4  | 4 | 0 | 0 | 15 | 2  | +13  | Tercera Ronda |     | —   | 5–1 | 3–0 |
| 2    | Nicaragua | 6    | 4  | 2 | 0 | 2 | 5  | 7  | −2   |               |     | 1–2 | —   | 1–0 |
| 3    | Dominica  | 0    | 4  | 0 | 0 | 4 | 0  | 11 | −11  |               | 0–5 | 0–2 | —   |     |

 Fuente: 
- Bahamas abandonó el torneo el 19 de agosto de 2011 y no hubo reemplazo.[2][3]

| 2 de septiembre de 2011 | Dominica | 0–2     | Nicaragua                  | Parque Windsor, Roseau                                    |                                                           |
|                         |          | Reporte | Leguías 1' · Rodríguez 36' | Asistencia: 3000 espectadores Árbitro(s): Valdin Legister | Asistencia: 3000 espectadores Árbitro(s): Valdin Legister |

| 6 de septiembre de 2011 | Nicaragua         | 1–2     | Panamá                | Nacional, Managua                                       |                                                         |
|                         | Torres 18' (a.g.) | Reporte | Tejada 7' · Pérez 50' | Asistencia: 10 521 espectadores Árbitro(s): Oscar Reyna | Asistencia: 10 521 espectadores Árbitro(s): Oscar Reyna |

| 7 de octubre de 2011 | Dominica | 0–5     | Panamá                                                 | Parque Windsor, Roseau                                      |                                                             |
|                      |          | Reporte | Waithe 26' 89' · Tejada 34' · Pérez 57' · Buitrago 62' | Asistencia: 4000 espectadores Árbitro(s): Enrico Wijngaarde | Asistencia: 4000 espectadores Árbitro(s): Enrico Wijngaarde |

| 11 de octubre de 2011 | Panamá                             | 5–1     | Nicaragua | Estadio Rommel Fernández, Panama City                         |                                                               |
|                       | Tejada 27' 64' · Pérez 48' 51' 87' | Reporte | Reyes 88' | Asistencia: 10 846 espectadores Árbitro(s): Edenilson Ventura | Asistencia: 10 846 espectadores Árbitro(s): Edenilson Ventura |

| 11 de noviembre de 2011 | Nicaragua   | 1–0     | Dominica | Nacional, Managua                                   |                                                     |
|                         | Leguías 57' | Reporte |          | Asistencia: 2100 espectadores Árbitro(s): Hugo Cruz | Asistencia: 2100 espectadores Árbitro(s): Hugo Cruz |

| 15 de noviembre de 2011 | Panamá                                  | 3–0     | Dominica | Estadio Rommel Fernández, Panama City                  |                                                        |
|                         | Blackburn 6' · Buitrago 20' · Pérez 84' | Reporte |          | Asistencia: 8000 espectadores Árbitro(s): Terry Vaughn | Asistencia: 8000 espectadores Árbitro(s): Terry Vaughn |

### Grupo D
| Pos. | Equipo                 | Pts. | PJ | G | E | P | GF | GC | Dif. | Clasificación |     | CAN | PUR | SKN | LCA |
| ---- | ---------------------- | ---- | -- | - | - | - | -- | -- | ---- | ------------- | --- | --- | --- | --- | --- |
| 1    | Canadá                 | 14   | 6  | 4 | 2 | 0 | 18 | 1  | +17  | Tercera Ronda |     | —   | 0–0 | 4–0 | 4–1 |
| 2    | Puerto Rico            | 9    | 6  | 2 | 3 | 1 | 8  | 4  | +4   |               |     | 0–3 | —   | 1–1 | 3–0 |
| 3    | San Cristóbal y Nieves | 7    | 6  | 1 | 4 | 1 | 6  | 8  | −2   |               | 0–0 | 0–0 | —   | 1–1 |     |
| 4    | Santa Lucía            | 1    | 6  | 0 | 1 | 5 | 4  | 23 | −19  |               | 0–7 | 0–4 | 2–4 | —   |     |

 Fuente: 
| 2 de septiembre de 2011 | Canadá                                                 | 4–1     | Santa Lucía | BMO Field, Toronto                                       |                                                          |
|                         | Simpson 6' 61' · De Rosario 50' (pen.) · Johnson 90+1' | Reporte | Paul 7'     | Asistencia: 11 500 espectadores Árbitro(s): Jair Marrufo | Asistencia: 11 500 espectadores Árbitro(s): Jair Marrufo |

| 2 de septiembre de 2011 | San Cristóbal y Nieves | 0–0     | Puerto Rico | Warner Park, Basseterre                                    |                                                            |
|                         |                        | Reporte |             | Asistencia: 2500 espectadores Árbitro(s): Ricardo Arellano | Asistencia: 2500 espectadores Árbitro(s): Ricardo Arellano |

| 6 de septiembre de 2011 | Santa Lucía             | 2–4     | San Cristóbal y Nieves                            | Beausejour Stadium, Gros Islet                         |                                                        |
|                         | Pierre 65' · Valcin 84' | Reporte | Lake 7' · Francis 12' · Mitchum 15' · Elliott 44' | Asistencia: 2005 espectadores Árbitro(s): Kevin Thomas | Asistencia: 2005 espectadores Árbitro(s): Kevin Thomas |

| 6 de septiembre de 2011 | Puerto Rico | 0–3     | Canadá                                  | Estadio Juan Ramón Loubriel, Bayamón                        |                                                             |
|                         |             | Reporte | Hume 42' · Jackson 84' · Ricketts 90+3' | Asistencia: 4000 espectadores Árbitro(s): Enrico Wijngaarde | Asistencia: 4000 espectadores Árbitro(s): Enrico Wijngaarde |

| 7 de octubre de 2011 | Santa Lucía | 0–7 Acreditado | Canadá                                              | Beausejour Stadium, Gros Islet                          |                                                         |
|                      |             | Reporte        | Jackson 18' 28' 40' · Occéan 34' 51' · Hume 72' 86' | Asistencia: 1005 espectadores Árbitro(s): Rolando Vidal | Asistencia: 1005 espectadores Árbitro(s): Rolando Vidal |

| 7 de octubre de 2011 | Puerto Rico | 1–1     | San Cristóbal y Nieves | Estadio Juan Ramón Loubriel, Bayamón                  |                                                       |
|                      | Cabrero 37' | Reporte | Lake 59'               | Asistencia: 2500 espectadores Árbitro(s): Neal Brizan | Asistencia: 2500 espectadores Árbitro(s): Neal Brizan |

| 11 de octubre de 2011 | Canadá | 0–0     | Puerto Rico | BMO Field, Toronto                                            |                                                               |
|                       |        | Reporte |             | Asistencia: 12 178 espectadores Árbitro(s): Stanley Lancaster | Asistencia: 12 178 espectadores Árbitro(s): Stanley Lancaster |

| 11 de octubre de 2011 | San Cristóbal y Nieves | 1–1     | Santa Lucía | Warner Park, Basseterre                                 |                                                         |
|                       | Lake 83'               | Reporte | Valcin 74'  | Asistencia: 1000 espectadores Árbitro(s): Adrian Skeete | Asistencia: 1000 espectadores Árbitro(s): Adrian Skeete |

| 11 de noviembre de 2011 | San Cristóbal y Nieves | 0–0     | Canadá | Warner Park, Basseterre                                 |                                                         |
|                         |                        | Reporte |        | Asistencia: 4000 espectadores Árbitro(s): Elmer Bonilla | Asistencia: 4000 espectadores Árbitro(s): Elmer Bonilla |

| 11 de noviembre de 2011 | Santa Lucía | 0–4 Acreditado | Puerto Rico                              | Estadio Juan Ramón Loubriel, Bayamón, Puerto Rico        |                                                          |
|                         |             | Reporte        | Arrieta 4' · Ramos 14' 46' · Cabrero 54' | Asistencia: 350 espectadores Árbitro(s): Kenville Holder | Asistencia: 350 espectadores Árbitro(s): Kenville Holder |

| 14 de noviembre de 2011 | Puerto Rico                 | 3–0     | Santa Lucía | Estadio Atlético, Mayagüez                              |                                                         |
|                         | Ramos 13' 85' · Marrero 87' | Reporte |             | Asistencia: 1050 espectadores Árbitro(s): Bryan Willett | Asistencia: 1050 espectadores Árbitro(s): Bryan Willett |

| 15 de noviembre de 2011 | Canadá                                                            | 4–0     | San Cristóbal y Nieves | BMO Field, Toronto                                         |                                                            |
|                         | Occéan 28' · De Rosario 36' (pen.) · Simpson 45+3' · Ricketts 88' | Reporte |                        | Asistencia: 10 235 espectadores Árbitro(s): Ricardo Cerdas | Asistencia: 10 235 espectadores Árbitro(s): Ricardo Cerdas |

### Grupo E
| Pos. | Equipo                       | Pts. | PJ | G | E | P | GF | GC | Dif. | Clasificación |     | GUA | BLZ | VIN | GRN |
| ---- | ---------------------------- | ---- | -- | - | - | - | -- | -- | ---- | ------------- | --- | --- | --- | --- | --- |
| 1    | Guatemala                    | 18   | 6  | 6 | 0 | 0 | 19 | 3  | +16  | Tercera Ronda |     | —   | 3–1 | 4–0 | 3–0 |
| 2    | Belice                       | 7    | 6  | 2 | 1 | 3 | 9  | 10 | −1   |               |     | 1–2 | —   | 1–1 | 1–4 |
| 3    | San Vicente y las Granadinas | 5    | 6  | 1 | 2 | 3 | 4  | 12 | −8   |               | 0–3 | 0–2 | —   | 2–1 |     |
| 4    | Granada                      | 4    | 6  | 1 | 1 | 4 | 7  | 14 | −7   |               | 1–4 | 0–3 | 1–1 | —   |     |

 Fuente: 
| 2 de septiembre de 2011 | Granada | 0–3     | Belice                        | Grenada National Stadium, Saint George                    |                                                           |
|                         |         | Reporte | McCaulay 11' 79' · Róches 35' | Asistencia: 2600 espectadores Árbitro(s): David Rubalcaba | Asistencia: 2600 espectadores Árbitro(s): David Rubalcaba |

| 2 de septiembre de 2011 | Guatemala                                           | 4–0     | San Vicente y las Granadinas | Estadio Nacional Mateo Flores, Ciudad de Guatemala       |                                                          |
|                         | Pappa 15' · Flores 31' · Rodríguez 53' · García 71' | Reporte |                              | Asistencia: 24 000 espectadores Árbitro(s): Erick Andino | Asistencia: 24 000 espectadores Árbitro(s): Erick Andino |

| 6 de septiembre de 2011 | Belice       | 1–2     | Guatemala                 | FFB Field, Belmopán                                    |                                                        |
|                         | McCaulay 77' | Reporte | Cabrera 4' · M. López 75' | Asistencia: 3027 espectadores Árbitro(s): Marlon Mejía | Asistencia: 3027 espectadores Árbitro(s): Marlon Mejía |

| 18 de septiembre de 2011 | San Vicente y las Granadinas | 2–1     | Granada       | Arnos Vale Stadium, Kingstown                       |                                                     |
|                          | M. Samuel 22' · Stewart 72'  | Reporte | Langaigne 76' | Asistencia: 2500 espectadores Árbitro(s): Paul Ward | Asistencia: 2500 espectadores Árbitro(s): Paul Ward |

| 7 de octubre de 2011 | San Vicente y las Granadinas | 0–3     | Guatemala                          | Arnos Vale Stadium, Kingstown                         |                                                       |
|                      |                              | Reporte | Rodríguez 44' 58' · Pezzarossi 71' | Asistencia: 3000 espectadores Árbitro(s): Marcos Brea | Asistencia: 3000 espectadores Árbitro(s): Marcos Brea |

| 7 de octubre de 2011 | Belice      | 1–4     | Granada                                                     | FFB Field, Belmopán                                        |                                                            |
|                      | Simpson 90' | Reporte | Rennie 37' · Julien 41' · Lancaster Joseph 50' · Murray 80' | Asistencia: 1200 espectadores Árbitro(s): Franklin Jarquín | Asistencia: 1200 espectadores Árbitro(s): Franklin Jarquín |

| 11 de octubre de 2011 | Guatemala                                              | 3–1     | Belice       | Estadio Nacional Mateo Flores, Ciudad de Guatemala                |                                                                   |
|                       | Gallardo 8' (pen.) · M. López 65' · C. Ruiz 78' (pen.) | Reporte | McCaulay 31' | Asistencia: 21 107 espectadores Árbitro(s): José Alfredo Peñaloza | Asistencia: 21 107 espectadores Árbitro(s): José Alfredo Peñaloza |

| 15 de octubre de 2011 | Granada      | 1–1     | San Vicente y las Granadinas | Grenada National Stadium, Saint George                  |                                                         |
|                       | Murray 90+2' | Reporte | M. Samuel 62'                | Asistencia: 2000 espectadores Árbitro(s): Bryan Willett | Asistencia: 2000 espectadores Árbitro(s): Bryan Willett |

| 11 de noviembre de 2011 | Belice       | 1–1     | San Vicente y las Granadinas | FFB Field, Belmopán                                    |                                                        |
|                         | McCaulay 22' | Reporte | Stewart 11'                  | Asistencia: 300 espectadores Árbitro(s): Adrian Skeete | Asistencia: 300 espectadores Árbitro(s): Adrian Skeete |

| 11 de noviembre de 2011 | Guatemala                   | 3–0     | Granada | Estadio Nacional Mateo Flores, Ciudad de Guatemala      |                                                         |
|                         | García 1' 31' · Padilla 45' | Reporte |         | Asistencia: 13 710 espectadores Árbitro(s): Neal Brizan | Asistencia: 13 710 espectadores Árbitro(s): Neal Brizan |

| 15 de noviembre de 2011 | Granada           | 1–4     | Guatemala                                                                   | Grenada National Stadium, Saint George                  |                                                         |
|                         | Rennie 37' (pen.) | Reporte | Williams 67' (a.g.) · Thompson 77' · Ramírez 84' · Lyndon Joseph 90' (a.g.) | Asistencia: 200 espectadores Árbitro(s): Rudolph Angela | Asistencia: 200 espectadores Árbitro(s): Rudolph Angela |

| 15 de noviembre de 2011 | San Vicente y las Granadinas | 0–2     | Belice                  | Arnos Vale Stadium, Kingstown                         |                                                       |
|                         |                              | Reporte | McCaulay 78' 81' (pen.) | Asistencia: 500 espectadores Árbitro(s): Kevin Thomas | Asistencia: 500 espectadores Árbitro(s): Kevin Thomas |

### Grupo F
| Pos. | Equipo                               | Pts. | PJ | G | E | P | GF | GC | Dif. | Clasificación |     | ATG | HAI | CUW | VIR  |
| ---- | ------------------------------------ | ---- | -- | - | - | - | -- | -- | ---- | ------------- | --- | --- | --- | --- | ---- |
| 1    | Antigua y Barbuda                    | 15   | 6  | 5 | 0 | 1 | 28 | 5  | +23  | Tercera Ronda |     | —   | 1–0 | 5–2 | 10–0 |
| 2    | Haití                                | 13   | 6  | 4 | 1 | 1 | 21 | 6  | +15  |               |     | 2–1 | —   | 2–2 | 6–0  |
| 3    | Curazao                              | 7    | 6  | 2 | 1 | 3 | 15 | 15 | 0    |               | 0–3 | 2–4 | —   | 6–1 |      |
| 4    | Islas Vírgenes de los Estados Unidos | 0    | 6  | 0 | 0 | 6 | 2  | 40 | −38  |               | 1–8 | 0–7 | 0–3 | —   |      |

 Fuente: 
Notas:
| 2 de septiembre de 2011 | Haití                                                                          | 6–0     | Islas Vírgenes de los Estados Unidos | Stade Sylvio Cator, Puerto Príncipe                   |                                                       |
|                         | Marcelin 18' · Maurice 27' · Pierre-Louis 44' · Monuma 61' · Alexandre 65' 78' | Reporte |                                      | Asistencia: 12 000 espectadores Árbitro(s): Hugo Cruz | Asistencia: 12 000 espectadores Árbitro(s): Hugo Cruz |

| 2 de septiembre de 2011 | Antigua y Barbuda                                              | 5–2     | Curazao                  | Sir Vivian Richards Stadium, North Sound                |                                                         |
|                         | M. Joseph 42' · Griffith 45+2' · T. Thomas 54' · Byers 75' 80' | Reporte | Meulens 9' · Siberie 74' | Asistencia: 2000 espectadores Árbitro(s): Javier Santos | Asistencia: 2000 espectadores Árbitro(s): Javier Santos |

| 6 de septiembre de 2011 | Islas Vírgenes de los Estados Unidos | 1–8     | Antigua y Barbuda                                                                     | Paul E. Joseph Stadium, Frederiksted                       |                                                            |
|                         | Browne 49'                           | Reporte | Christian 18' · Byers 38' (pen.) 51' 57' · Cochrane 47' · Dublin 54' · Burton 68' 74' | Asistencia: 250 espectadores Árbitro(s): Stanley Lancaster | Asistencia: 250 espectadores Árbitro(s): Stanley Lancaster |

| 6 de septiembre de 2011 | Curazao                      | 2–4     | Haití                                                             | Stadion Ergilio Hato, Willemstad                                 |                                                                  |
|                         | de Waard 12' · Zimmerman 43' | Reporte | Lafrance 37' · Marcelin 58' · Guerrier 61' · Zimmerman 75' (a.g.) | Asistencia: 5000 espectadores Árbitro(s): Jeffrey Solís Calderón | Asistencia: 5000 espectadores Árbitro(s): Jeffrey Solís Calderón |

| 7 de octubre de 2011 | Islas Vírgenes de los Estados Unidos | 0–7     | Haití                                                                       | Paul E. Joseph Stadium, Frederiksted                     |                                                          |
|                      |                                      | Reporte | Maurice 5' 66' 82' (pen.) · Jaggy 11' · Belfort 57' 74' (pen.) · Goreux 64' | Asistencia: 406 espectadores Árbitro(s): Kenville Holder | Asistencia: 406 espectadores Árbitro(s): Kenville Holder |

| 7 de octubre de 2011 | Curazao | 0–3 Acreditado | Antigua y Barbuda | Stadion Ergilio Hato, Willemstad                      |                                                       |
|                      |         | Reporte        | T. Thomas 73'     | Asistencia: 2563 espectadores Árbitro(s): Oscar Reyna | Asistencia: 2563 espectadores Árbitro(s): Oscar Reyna |

| 11 de octubre de 2011 | Haití                            | 2–2     | Curazao               | Stade Sylvio Cator, Puerto Príncipe                  |                                                      |
|                       | Maurice 25' (pen.) · Belfort 60' | Reporte | Siberie 7' · Bito 14' | Asistencia: 7800 espectadores Árbitro(s): Leo Clarke | Asistencia: 7800 espectadores Árbitro(s): Leo Clarke |

| 11 de octubre de 2011 | Antigua y Barbuda                                                                         | 10–0    | Islas Vírgenes de los Estados Unidos | Sir Vivian Richards Stadium, North Sound                |                                                         |
|                       | T. Thomas 7' 41' 78' · Byers 24' 31' 40' · Burton 55' 65' · J. Thomas 86' · Murtagh 90+2' | Reporte |                                      | Asistencia: 1500 espectadores Árbitro(s): James Matthew | Asistencia: 1500 espectadores Árbitro(s): James Matthew |

| 11 de noviembre de 2011 | Islas Vírgenes de los Estados Unidos | 0–3     | Curazao                   | Paul E. Joseph Stadium, Frederiksted                      |                                                           |
|                         |                                      | Reporte | Siberie 8' 14' · Bito 26' | Asistencia: 210 espectadores Árbitro(s): Mauricio Navarro | Asistencia: 210 espectadores Árbitro(s): Mauricio Navarro |

| 11 de noviembre de 2011 | Antigua y Barbuda | 1–0     | Haití | Sir Vivian Richards Stadium, North Sound              |                                                       |
|                         | Skepple 81'       | Reporte |       | Asistencia: 8000 espectadores Árbitro(s): José Pineda | Asistencia: 8000 espectadores Árbitro(s): José Pineda |

| 15 de noviembre de 2011 | Haití                    | 2–1     | Antigua y Barbuda | Stade Sylvio Cator, Puerto Príncipe                        |                                                            |
|                         | Aveska 60' · Belfort 67' | Reporte | T. Thomas 10'     | Asistencia: 3000 espectadores Árbitro(s): Baldomero Toledo | Asistencia: 3000 espectadores Árbitro(s): Baldomero Toledo |

| 15 de noviembre de 2011 | Curazao                                                        | 6–1     | Islas Vírgenes de los Estados Unidos | Stadion Ergilio Hato, Willemstad                          |                                                           |
|                         | Carmelia 33' 78' · Siberie 40' 86' · Espacia 73' · Cijntje 90' | Reporte | Cornelius 51'                        | Asistencia: 2000 espectadores Árbitro(s): Valdin Legister | Asistencia: 2000 espectadores Árbitro(s): Valdin Legister |

## Goleadores
8 goles
| - Peter Byers |

7 goles
| - Deon McCaulay |

6 goles
| - Tamarley Thomas | - Rocky Siberie | - Blas Pérez |  |

5 goles
| - Erick Ozuna | - Jean-Eudes Maurice |  |  |

4 goles
| - Randolph Burton - Simeon Jackson | - Kervens Belfort - Luis Tejada | - Héctor Ramos - Lester Peltier |  |

3 goles
| - Khano Smith - Iain Hume - Olivier Occean | - Josh Simpson - Léster Blanco - Osael Romero | - Fredy García - Mario Rodríguez - Ian Lake | - Kenwyne Jones |

2 goles
| - Nahki Wells - Dwayne De Rosario - Tosaint Ricketts - Mark Ebanks - Sendley Bito - Shanon Carmelia - Luis Anaya | - Christian Bautista - Rafael Burgos - Rodolfo Zelaya - Clive Murray - Shane Rennie - Minor López - Vurlon Mills | - Ricky Shakes - Jean Alexandre - James Marcelin - Raúl Leguías - Ricardo Buitrago - Amir Waithe - Andrés Cabrero | - Cliff Valcin - Myron Samuel - Cornelius Stewart - Friso Mando |

1 gol
| - Ranjae Christian - Justin Cochrane - George Dublin - Quinton Griffith - Marc Joseph - Keiran Murtagh - Kerry Skepple - Jamie Thomas - Diquan Adamson - Sheridan Grosvenor - Harrison Róches - Ryan Simpson - John Nusum - Antwan Russell - Kwame Steede - Will Johnson - Angelo Cijntje - Orin de Waard - Everon Espacia - Rihairo Meulens | - Angelo Zimmerman - Johan Cruz - César García - Jonathan Faña - Jack Michael Morillo - Inoel Navarro - Domingo Peralta - Kerbi Rodríguez - Jaime Alas - Xavier García - Steve Purdy - Edwin Sánchez - Herbert Sosa - Victor Turcios - Lancaster Joseph - Marcus Julien - Cassim Langaigne - Gustavo Cabrera - Yony Flores - Carlos Gallardo | - Angelo Padilla - Marco Pappa - Dwight Pezzarossi - Guillermo Ramírez Ortega - Carlos Ruiz - Fredy Thompson - Anthony Abrams - Shawn Beveney - Leon Cort - Chris Nurse - Charles Pollard - Judelin Aveska - Réginal Goreux - Wilde Donald Guerrier - Kim Jaggy - Kevin Lafrance - Jean Monuma - Listner Pierre-Louis - Daniel Reyes - Félix Rodríguez | - Rolando Blackburn - Cristian Arrieta - Joseph Marrero - Devaughn Elliott - Jevon Francis - Orlando Mitchum - Tremain Paul - Zaine Pierre - Giovanni Drenthe - Evani Esperance - Naldo Kwasie - Keon Daniel - Hughton Hector - Kevin Molino - Darryl Roberts - Jamie Browne - Keithroy Cornelius |

1 autogol
| - Angelo Zimmerman (contra Haití) | - Lyndon Joseph (contra Guatemala) | - Nicko Williams (contra Guatemala) | - Román Torres (contra Nicaragua) |